# NSÍ Runavík
El Nes Sóknar Ítróttarfelag (NSÍ Runavík) és un club feroès de futbol de la ciutat de Runavík.

## Història
Va ser fundat el 24 de març de 1957. L'any 2003 participà per primer cop en una competició europea. El 2007 guanyà la seva primera lliga feroesa. Prèviament havia guanyat dues copes, els anys 1986 i 2002.

## Palmarès
- Lliga feroesa de futbol: 
  - 2007

- Copa feroesa de futbol: 
  - 1986, 2002, 2017

- Supercopa feroesa de futbol: 
  - 2008

- Segona Divisió: 
  - 1978, 1983, 1990, 1993, 1996